# Milaca
La ville de Milaca (en anglais [mɨlˈækə]) est le siège du comté de Mille Lacs, dans l’État du Minnesota, aux États-Unis. Sa population s’élevait à 2 946 habitants lors du recensement de 2010, estimée à 2 901 habitants en 2016.

## Personnalité liée à la ville
Belle Bennett, actrice de cinéma muet, est née à Milaca en 1891.

## Source
- (en) Cet article est partiellement ou en totalité issu de l’article de Wikipédia en anglais intitulé « Milaca, Minnesota » (voir la liste des auteurs).